# Warm Machine
Warm Machine è un singolo del gruppo rock britannico Bush, pubblicato nel 2000 ed estratto dall'album The Science of Things.

## Tracce
- CD 1 (UK)

1. Warm Machine (Radio Version) - 3:48
2. Swallowed (Live at Molson Centre In Montreal) - 5:06
3. In a Lonely Place (Tricky Mix) - 7:32

- CD 2 (UK)

1. Warm Machine
2. Warm Machine (Radio Version)
3. Greedy Fly (Live In Montreal)
4. The Chemicals Between Us (Original Demo Version)